# Longifolène
Le longifolène est un composé chimique, un hydrocarbure huileux présent notamment dans la résine de certains pins. Il tire d'ailleurs son nom de l'espèce à partir de laquelle il a été isolé, Pinus longifolia (devenue Pinus roxburghii).
Chimiquement, le longifolène est un sesquiterpène tricyclique qui possède deux énantiomères. Sa structure a été déterminée au début des années 1950. Le longifolène est utilisé en synthèse organique pour la préparation du dilongifolylborane, un agent hydroborant chiral. 
Le (+)-longifolène se trouve en quantité appréciable dans diverses espèces de résineux et certaines autres plantes, le (-)-longifolène est présent en plus faibles quantités chez certains champignons et hépatiques. 
Le thé Lapsang souchong contient du longifolène parce qu'il est fumé au bois de résineux, c'est ainsi  l'un des deux arômes les plus abondants de ce thé.

## Synthèse totale
En raison de sa chiralité, de sa structure tricyclique compacte et de l'absence de groupes fonctionnels, le longifolène est une cible intéressante pour les groupes de recherche souhaitant explorer de nouvelles stratégies de synthèse. Parmi les synthèses notables, on compte celles de Corey, en 1961, de McMurry en 1972, de Johnson en 1975, d'Oppolzer en 1978, ou de Schultz en 1985. Fallis a également publié en 1990 une synthèse stéréosélective du (+)-longifolène en utilisant une réaction de Diels-Alder intramoléculaire.

Synthèse totale du longifolène par Corey.

## Biosynthèse
Le longifolène est synthétisé, comme tous les sesquiterpènes, à partir du farnésyl-pyrophosphate (1), qui subit une polycyclisation cationique en cascade. La perte du groupe pyrophosphate et la cyclisation sur la liaison π distale donne l'intermédiaire cationique (3), qui subit une transposition sigmatropique résultant en l'intermédiaire (4). De là, les deux doubles liaisons restantes donnent deux cyclisations supplémentaires, aboutissant à l'intermédiaire (6). Le longifolène résulte d'un réarrangement 1,2 de ce cation intermédiaire. Sans ce réarrangement, le cation (6) (longifolenyl) peut aboutir, par une nouvelle cyclisation, à du longicyclène.